# Історія Вільнянського району
Історія Вільнянського району
Вільнянський район розташований на Півдні України. По західній його межі протікає річка Дніпро, його ліві притоки — Вільнянка та Мокра Московка.
Спочатку район називався Михайло-Лукашевським, у 1924–1935 рр. — Софіївським, у 1935–1939 рр. — Красноармійським, а в 1939–1966 рр. — Червоноармійським. Сучасна назва за районом закріпилася від 1966 року.
Адміністративно територія району поділена на 19 сільських, 1 селищну і 1 міську ради. Кількість населення — 50,6 тис. чоловік.
Зручне географічне положення, м'який клімат і природне багатство краю створили тут сприятливі умови для життя людини. І хоч протягом тисячоліть клімат змінювався, територія району залишалася придатною для проживання.

## Кам'яна доба
Перші люди з'явилися тут ще в ранній кам'яній добі (палеоліті) — 1,5 млн. — 150 тис. років тому. Проте сліди саме стоянок найдавніших людей виявлені поблизу с. Петро-Свистунове, Ясинувате і відносяться вони до наступного періоду давньої історії — середнього палеоліту (150-35 тис. тому). Людей, що проживали в цей час, в історичній науці прийнято називати неандертальцями.
В епоху пізнього палеоліту (35-10 тис. тому) на території району сформувався фізичний тип сучасної людини. Стоянки цієї доби виявлені біля с. Петро-Свистунове та села Улянівка.
Наступні епохи найдавнішої історії — мезоліт (10-6 тис. до н. е.) і неоліт (6-4 тис. до н. е.) також представлені археологічними пам'ятками на території нашого району. Від часів неоліту в нашому краї збереглися Вільнянський та Ясинуватський могильники. У Вільнянському могильнику археологами було досліджено кілька десятків поховань підпорожнянсько-приазовської групи дніпро-донецької культури.
Початок енеоліту (4-3 тис. до н. е.) в нашому районі тісно пов'язаний із племенами середньостогівської археологічної культури. Поховання середньостогівців були знайдені поблизу села Петро-Свистунове.

## Бронзова доба
Наприкінці 3 тис. до н. е. у краї розпочалася нова епоха — бронзова доба (3-2 тис. до н. е.). Курганні поховання людей бронзової доби виявлено поблизу сіл Вільногрушівське, Любимівка, Новогупалівка, Гнаровське, Михайлівка. Цим часом на території району, змінюючи одне одного, проживали племена ямної (XXVII — XIX ст. до Р. Х.), катакомбної (ХХІІ — XVII ст. до Р. Х.), зрубної (XV — ХІІ ст. до Р. Х.) культур. Такими назвами археологи наділили їх через форму поховання небіжчиків (в ямах, катакомбах і зрубах).
З початком залізної доби (Х — ІХ ст. до н. е.) на території Вільнянщини з'явилося нове населення — кочові племена кімерійців (ІХ — VII ст. до н. е.). Як вважається, кімерійці були іраномовними племенами, котрі вдерлися до південної України із глибин Азії. Вважається, що розвиток металургії в Степовій Україні тісно пов'язаний саме із кімерійцями. Проте, в експозиції музею, кімерійський період не відображений археологічними знахідками.

## Скіфія й Сарматія
Наступна доба — скіфо-сарматська (VII ст. до н. е. — III ст. н. е.) дуже добре зображена в експозиції Вільнянського музею. Скіфи (VII ст. до н. е. — III ст. до н. е.) — це споріднені із кімерійцями іраномовні племена, які також прийшли в Україну із Середньої Азії. Назва скіфів очевидно походить від давньоіранського «скуд» — стрільці, лучники. До речі, лук та спис і дійсно були основною зброєю скіфів-вершників.
Територія Вільнянщини, мабуть, входила до складу володінь так званих «царських скіфів». В IV ст. до н. е. наш край опинився під владою єдиного правителя Великої Скіфії царя Атея. Після його загибелі в битві із македонським військом царя Філіпа ІІ Вільнянщину невдовзі захопили сармати (ІІІ ст. до н. е. — III ст. н. е.).
В III ст. до н. е. сармати (назва від давньоіранського «сармада» — цар-жінка, або від «саормант» — «підперезаний мечем»), іраномовні племена споріднені із скіфами, знищили Велику Скіфію і заселили наш край. Сарматське панування на території Вільнянського району тривало включно до III ст. н. е.

## Готи, гуни, авари
Наступна доба в історії Вільнянського краю — Велике переселення народів (IV — VII ст. н. е.) — характеризувалася просуванням по нашій землі готів, гунів, аварів. Довго ці народи не затримувалися в нашому краї. Підганяючи одне одного вони рухалися в Центральну та Західну Європу, де сприяли падінню Римської імперії. Ця епоха не представлена знахідками в експозиції музею.

## Панування кочовиків
Проте наступна епоха Київської Русі та пізніх кочовиків (ІХ — ХІІІ ст.) дуже добре відображена. Щодо пізніх кочовиків, то мова передовсім йде про кипчаків-половців (ХІ — ХІІІ ст.), котрі тривалий час контролювали територію сучасної Вільнянщини, витіснивши звідти печенігів (ІХ — Х ст.). Спочатку, наприкінці ХІ ст., тут кочували половецькі коліна хана Тугоркана (2 пол. ХІ ст.), а після його загибелі — хана Боняка Шолудивого (кін. ХІ — ХІІ ст.), котрий, ймовірно, належав до коліна Бурчевичів (Бурджогли).
Після смерті Боняка, у 1170-х роках Вільнянський край потрапив під владу вождя донецького угруповання половців хана Кончака Отраковича (2 пол. ХІІ — поч.. ХІІІ ст.) з роду Шаруканідів (Кончак доводився онуком Шаруканові), а потім, на початку ХІІІ ст. — під владу Юрія Кончаковича (1 чверть ХІІІ ст.), котрий загинув в бою з монголо-татарами. Від половецького часу і досі збереглися половецькі кам'яні статуї — баби (від тюркської «балбал» — скульптура, ідол), присвячені культові предків.
Після розгрому половців монголо-татари швидко опанували Південну Україну і включили її до складу свого державного утворення — Золотої Орди (або Улусу Джучі). Проте, вже з другої половини XIV ст. Орда почала занепадати, а в XV ст. взагалі розпалалася на нові незалежні держави: Велика Орда, Астраханське, Сибірське, Кримське ханства та інші.

## Кримські татари й ногайці
Кримське ханство контролювало значну територію від Кримського півострова до Середнього Подніпров'я.
Кримські татари та підвладні їм ногайці (назва походить від імені джучідського еміра Ногая, котрий в 2 половині ХІІІ ст. володів територією, на якій пізніше кочували мангити, яких через це і прозвали ногайцями) були основними ворогами українських земель, оскільки грабежі та продаж ясиру (полонених) були основними чинниками їхнього існування.

## Запорізька Січ
Для боротьби із кримськими татарами та ногайцями потрібна була певна військова сила. Такою силою стало козацтво (від тюркського «козак» — вільна людина) — військово-промисловий стан, що сформувався в 2 пол. XV ст. спеціально для протидії татарській агресії. Козаки швидко опанували південноукраїнські степи і створили тут власне напівдержавне утворення — Запорозьку Січ, а вся територія, підконтрольна козацтву, отримала назву «Землі Вольностей Запорозьких».
Після Хмельниччини територія майбутнього Вільнянського району опинилася під юрисдикцією вже не гетьмана, який керував Центральною Україною (Гетьманщиною), а безпосередньо під владою кошового отамана Запорозької Січі. В першій половині XVIII ст., в часи Нової Січі (1734—1775), «Землі Вольностей Запорозьких» були поділені на військово-адміністративні одиниці — паланки, очолювані паланковою старшиною, що здійснювала адміністративну, військову, судову і фінансову владу. Вільнянський край входив до Самарської паланки. Першими поселенцями на території району стали козаки цієї паланки..

## Російська колонізація Вільнянщини
Після зруйнування в червні 1775 р. Січі за наказом Катерини ІІ, розпочалася колонізація Вільнянського краю, яка відбувалася у трьох основних напрямках: поміщицькому, селянському і менонітському.
Поміщицька колонізація припала, в основному, на 1770-ті — 1790-ті роки. В цей час російсько-українські поміщики захоплювали переважно ті козацькі землі, де вже існували запорозькі зимівники. Поміщикам лишалось лише заселити свої рангові дачі власними кріпаками із різних губерній.
Приблизно так виникли такі вільнянські села як: Андріївка (з 1779 р., власність генерал-поручика Андрія Леванідова), Значкове (з 1780-х років, власність поручика Миколи Значко-Яворського), Михайлівка (з 1780-х років, власність коменданта Олександрівської фортеці полковника Михайла Караватки), Миргородівка (остання чверть XVIII ст. власність прапорщика Лаврентія Миргородського), Петро-Свистунове (1779–1780 рр., власність Курського губернатора Петра Свистунова), Микільське (з кінця XVIII ст., власність Семена Миколайовича Рудя, сина полкового осавула) та інші.
В XIX — на початку XX ст. найзаможнішими чи найвідомішими поміщицькими родами Вільнянщини були: Свистунови, Льовшини, Протопопови, Значко-Яворські, Білі, Рудь, Кащенки, Миргородські, Іваненки, Новицькі та інші.
Меноніти, німецькі колоністи та послідовники голландської секти, заснували села Укромне (з середини XIX ст. — хутір Гофельд), Новоукраїнка (з 2 пол. XIX ст. — німецький хутір Платіенгоф).
Значна частина сіл Вільнянщини була заснована селянами, вихідцями переважно з Полтавщини, Курщини та Вороніжчини. Це такі села як, наприклад, Новогупалівка (з 1819 р.). Деякі вільнянські села виникли на початку XX ст. під час Столипінської аграрної реформи. Наприклад, с. Кірова. З 1907 р. воно відоме як хутір Семененка, голови товариства петро-свистунівських селян.

## Капіталістичний розвиток
Початок XX ст. в Південній Україні позначився значним економічним підйомом та зростом попиту на товарне зерно. А після відкриття руху потягів на лінії Лозова — Синельникове, будівництва у 1873 р. станції Софіївка (сучасне місто Вільнянськ) збільшилося виробництво зерна на продаж. Товаризація поміщицьких господарств і пов'язане з нею розширення посівних площ обумовлювали збільшення попиту на сільськогосподарські знаряддя та машини. Враховуючи це німецькі колоністи Классен (ймовірно голландець за походженням) та Генріх Нойфельд (Нейфельд) в останній чверті XIX ст. заснували завод з випуску сільськогосподарських машин. На межі XIX — XX ст. на території Вільнянського району діяли парові та вітряні млини. Розвивалася торгівля, відбувалися ярмарки. Щодо Нойфельдового заводу, то на міжнародних виставках початку XX ст. його продукція неодноразово отримувала призові місця та нагороди.
На початку XX ст. важливі зміни сталися і в культурно-освітній та духовній сферах. На території району існували школи — на 1915 р. працювало 12 земських народних початкових шкіл. Велику увагу місцеве населення приділяло духовному розвитку, в багатьох селах існували православні храми (у Вознесенці, Тернівці та ін.). Вільнянський Свято-Володимирський собор був споруджений у 1902 р. на місці Володимирської дерев'яної церкви.

## УНР, Українська держава, Нестор Махно
Під час Першої світової війни (1914–1918) в Російській імперії поступово назріла революційна ситуація, яка була викликана як самою війною, так і економічним спадом виробництва. Тоді ж відчутно посилилися прагнення національних окраїн імперії до незалежності. Вже в березні 1917 р. в Україні виник найвищий орган влади — Українська Центральна Рада, яку очолив відомий історик академік Михайло Грушевський (1917–1918). Представництва Центральної Ради з'явилися і в Олександрівському повіті, до складу якого входив сучасний Вільнянський район.
Проте вплив їхній був незначний. Реальним правителем краю став анархіст Нестор Махно. Відомо, що Батько Махно особисто побував в деяких селах Вільнянського району: Новогупалівці, Тернівці, Софіївці та ін.
В часи гетьманської «Української держави» Павла Скоропадського (1918) Вільнянський край був окупований союзниками гетьмана — австро-угорськими військами фельдмаршала барона Бем-Ермолі та генерала піхоти Крауса. Саме з ними загони славетного Батька Махна вели запеклу боротьбу.
В 1918–1919 рр. владу в Україні, поваливши гетьманат, захопила Директорія УНР, очолювана Володимиром Винниченком та Симоном Петлюрою. Сучасна Вільнянщина в цей час підпорядковувалася Олександрівському повітовому комісару УНР Лазаренкові. Проте, недовго, бо вже в 1919 році більша частина майбутнього Вільнянського району фактично перебувала під владою більшовицьких ревкомів.

## Червоний терор
Кривавий тоталітарний комуністичний режим, який утворили на уламках імперії Романових Ленін і Сталін, проіснував на Вільнянщині до 1991 р. Найболіснішими для вільнянців були 1930-ті роки. Саме тоді колективізація, голодомор та репресії дуже сильно вдарили по населенню району. Вже у 1930 р. в районі нараховувалося 43 колгоспи, розкуркуленню підлягало 315 селянських господарств. 129 сімей з Вільнянського району було вислано на Соловки. А загальна вартість відібраних владою матеріальних цінностей у селян становила 398 тис. крб.
Наслідком цієї насильницької політики комуністів щодо Вільнянського селянства став голодомор 1932–1933 рр. Він охопив майже всі села району. Точну кількість померлих не встановлено, проте відомі місця їхніх поховань у Любимівці, Миролюбівці, Михайлівці і Тернівці. На 9 селищі під час голодомору 1932–1933 рр. вимерли майже усі жителі.
Багато жителів району стали жертвами репресій 1937–1938 рр. Причому репресії на Вільнянщині розпочалися задовго до кривавого 1937 року. Ще в 1930 році чотирьох селян з Михайлівки було розстріляно за те що ті начебто входили до СВУ (Спілки визволення України).

## Вільнянщина за німців, ОУН
З початком Німецько-радянської війни (1941–1945) в жовтні 1941 р. Вільнянський район був окупований військами групи армій «Південь», під командуванням генерал-фельдмаршала Г. фон Рундштедта. Наш край увійшов (разом із іншими південними районами Запорізької області) до складу округу «Дніпропетровськ—Кривий Ріг». Фактичним його правителем був бригадефюрер СС граф фон Бассевітц-Бер.
Майже одночасно із початком окупації на Вільнянщині сформувався Рух Опору, який репрезентували нечисленні підпільні групи (Дяченка в селі Райському та інших) та партизанський загін Лінькова і Глиняного. Є деякі свідчення про діяльність на Вільнянській землі і осередку ОУН-Б.
За роки Другої світової війни понад 7000 вільнянців воювали на фронтах, 5588 з них загинули, померли від ран, пропали безвісти, 2328 — нагороджені бойовими орденами і медалями, у тому числі 9 — Герої Радянського союзу
Гітлерівський окупаційний режим був досить жорстким: безжально знищувалися євреї, радянські військовополонені. Молодь вивозилася до Німеччини на примусові роботи.
Восени 1943 р. окупаційний режим на території Вільнянського краю був нарешті повалений. 21 вересня 1943 р. військами Південно-Західного фронту (командувач генерал армії Малиновський Родіон Якович) визволено від німців Вільнянськ, а до середини жовтня і весь район.